# Triosk
Triosk – australijska grupa muzyczna, powstała w Sydney w 2001 roku. W swej twórczości łączą jazz z muzyką elektroniczną.

## Skład zespołu
- Adrian Klumpes
- Ben Waples
- Laurence Pike

## Dyskografia
- 2003 1+3+1 (razem z Janem Jelinkiem)
- 2004 Moment Returns
- 2006 The Headlight Serenade